# Rivaliteten mellan Djurgårdens IF och Hammarby IF
Derbyna mellan Djurgårdens IF och Hammarby IF har alltid varit ett klassiskt derby. Lagen möttes 1920 i seriesammanhang för första gången; matchen slutade 1–1 och publiken beskrevs som "ilsken och lättretad". Djurgården vann Division II i fotboll 1935/1936 efter seger med 3–1 mot Hammarby; 8 000 åskådare på Stadion. I maj 1938 drog derbyt över 24 000 åskådare. Sista omgången av Division II i fotboll 1941/1942 hämtade Djurgården upp ett 0–2-underläge och Hammarby missade därmed kvalet; 8 477 betalande på Stadion. Med tre omgångar kvar av Fotbollsallsvenskan 1956/1957 förlorade Hammarby derbyt med 2–0 och åkte ur serien; 6 717 åskådare fanns på Råsunda. 1967 åkte Hammarby ur Allsvenskan igen efter en derbyförlust.

## Statistik
Senast uppdaterad 25 oktober 2024
|                      | Matcher | Vinster  | Vinster    | Oavgjorda | Mål      | Mål |
| Djurgården           | Matcher | Hammarby | Djurgården | Oavgjorda | Hammarby |     |
| -------------------- | ------- | -------- | ---------- | --------- | -------- | --- |
| Allsvenskan          | 93      | 39       | 38         | 16        | 149      | 136 |
| Division 1           | 4       | 0        | 3          | 1         | 3        | 9   |
| Division 2           | 26      | 10       | 9          | 7         | 38       | 38  |
| Svenska serien       | 6       | 1        | 3          | 2         | 6        | 12  |
| Svenska cupen        | 4       | 1        | 3          | 0         | 9        | 11  |
| Svenska mästerskapet | 3       | 2        | 0          | 1         | 10       | 3   |
| Totalt               | 140     | 53       | 56         | 27        | 215      | 207 |